# Rodney Soher
Rodney Soher (n. 27 noiembrie 1893, Brighton, Regatul Unit al Marii Britanii și Irlandei – d. 25 ianuarie 1983, Greater London, Anglia, Regatul Unit) a fost un bober ce a reprezentat Regatul Unit al Marii Britanii și al Irlandei de Nord, medaliat olimpic. A participat la o ediție a Jocurilor Olimpice (1924) în care a câștigat o medalie de argint.

## Participări
Lista de mai jos prezintă principalele competiții la care a participat Rodney Soher de-a lungul carierei.
- bobsleigh at the 1924 Winter Olympics – four man event[*]